# Crowley (Oregon, Polk megye)
Crowley (korábban Crowleys) az Amerikai Egyesült Államok északnyugati részén, Oregon állam Polk megyéjében elhelyezkedő önkormányzat nélküli település.
Névadója Solomon Kimsey Crowley, aki 1855-ben érkezett Polk megyébe. A település neve 1898-ban Crowley-ra rövidült. A posta szakaszosan 1881 és 1904 között működött.
Egykor megálltak itt a Southern Pacific Railroad vonatai.

## Fordítás
- Ez a szócikk részben vagy egészben  a   Crowley, Polk County, Oregon című angol Wikipédia-szócikk ezen változatának fordításán alapul.  Az eredeti cikk szerkesztőit annak laptörténete sorolja fel. Ez a jelzés csupán a megfogalmazás eredetét és a szerzői jogokat jelzi, nem szolgál a cikkben szereplő információk forrásmegjelöléseként.